# リトアニア陸軍
リトアニア陸軍（リトアニアりくぐん）とは、リトアニア軍に属する軍隊の一つであり、NATO軍のバルト三国における重要な戦力とされている。

## 概要
陸軍は主に、アイアンウルフ機械化歩兵旅団と呼ばれる単一の機械化歩兵旅団で構成されている。これは、リトアニア軍の伝統に従い、すべてリトアニア大公にちなんで名付けられた3つの機械化歩兵大隊と砲兵大隊を中心に編成されている。
このアイアンウルフ機械化歩兵旅団に加えて、陸軍は3つの自動車化歩兵大隊と1つの砲兵大隊で構成される第2旅団を編制・配備しており、これらの1つは、国内外での任務を支援する任務を担い、もう1つは、主に国内領土の防衛を任務としている。動員旅団である第3旅団も存在するが、平時は訓練部隊として運用される。
ユオザス・ヴィトクス工兵大隊は、主に地雷除去、舟橋の建設、不発弾の爆破処理任務、水中工作、および捜索救難活動への参加を担当しており、爆発物処理小隊は国際作戦に参加する態勢を整えている。2008年から、リトアニア軍は、第一次世界大戦後と第二次世界大戦後に残された爆発物のリトアニア国内と旧ソ連軍基地敷地内での地雷除去を10年間に渡って継続する計画を開始した。
陸軍の不可欠な部分として、国防志願兵は独立革命の始まり以来発展してきた。志願兵は軍事作戦中に連合国と一緒に円滑に行動し、通常の軍隊を増強し、個々の部隊と国際作戦のための特定の能力を配備し、主要国の支援を支援し、文民当局を支援するという新しい任務を担う事となった。

## 編制
従来は志願兵制度であったが、2014年のクリミア危機を受けて翌2015年に徴兵制を再導入し、リトアニア陸軍は主要な戦闘部隊編成の拡大を開始し、2017年初頭に完了した。
2025年1月28日、リトアニア陸軍は第1師団を結成した。1775年にリトアニア初の師団が結成されて以来、2度目の結成となる。師団は3個旅団を基幹に、高射砲兵、砲兵、工兵、偵察部隊の支援を受けるとされ、2025年から訓練を開始し、2030年までに完全な師団として戦力化される予定。
- アイアンウルフ機械化歩兵旅団（ルクラ）
  - ルクラ旅団本部
  - ミンダウガス王騎兵大隊
  - ビルテ・ウーラン大公妃機械化歩兵大隊
  - アルギルタス大公機械化歩兵大隊
  - ヴァイドタス王子機械化歩兵大隊
  - ロムアルダス・ギェドライティス砲兵大隊
  - 兵站大隊
  - 偵察隊
  - 通信部隊
- ヨナス・カロリス・ホドケヴィチュス自動車化歩兵旅団（クライペダ
  - 旅団本部
  - ブティゲイディス大公竜騎兵大隊
  - ケストゥティス大公自動車化歩兵大隊
  - ラドビリシュキス自動車化歩兵大隊
  - モティエジュス・ペチュリオニス砲兵大隊
  - 兵站大隊
  - 偵察隊
  - 通信隊
- アウクシュタイティヤ軽歩兵旅団
  - 旅団本部
  - 軽歩兵大隊×3（予備）
  - 砲兵大隊（予備）
  - 兵站大隊
  - 偵察隊
  - 通信隊
- ユオザス・ヴィトクス工兵大隊
- リトアニア国防義勇軍

## 装備
小火器
- グロック17-拳銃
- ヘッケラー＆コッホSFP9-拳銃
- ヘッケラー＆コッホMP5-短機関銃
- ヘッケラー＆コッホG36-アサルトライフル
- FN MINIMI-軽機関銃
- FN MAG-汎用機関銃
- ヘッケラー＆コッホGMG-自動グレネードランチャー

対戦車兵器
- カールグスタフ無反動砲[5]
- AT4対戦車砲
- M72LAW対戦車砲
- FGM-148 ジャベリン対戦車ミサイル[5]
- スパイク対戦車ミサイル

装甲車両
- GTKボクサー 装輪式歩兵戦闘車×89両（訓練型2両を含む）[5]
- M113 装甲兵員輸送車×214両[5]
- M577 装甲指揮車×22両[5]
- JLTV 汎用装甲車×200両[5]
- M1025A2 HMMWV 対戦車車両×10両[5]
- MT-LB 装甲工兵車×8両[5]
- BPz-2 装甲回収車×2両[5]
- M113 装甲回収車×4両[5]

火砲・ロケット砲
- M142HIMARS-自走ロケット砲×8両
- PzH2000 155mm自走榴弾砲×16両[5]
- カエサル 155mm装輪式自走榴弾砲×18両
- M101 105mm榴弾砲×18門[5]
- M113 120mm自走迫撃砲×32両[5]
- M38/43-迫撃砲
- 2B11 120mm重迫撃砲×20門[5]
- M/41D 120mm重迫撃砲×22門[5]

対空兵器
- グロム 携帯式地対空ミサイル[5]

## 外部サイト
- リトアニア国防省
- エストニア陸軍サイト